# Andrea Seghizzi
Andrea Seghizzi oder Sighizzi (* um 1610 in Bologna; † nach 1684) war ein italienischer Barockmaler und Architekt, der hauptsächlich in Bologna tätig war.

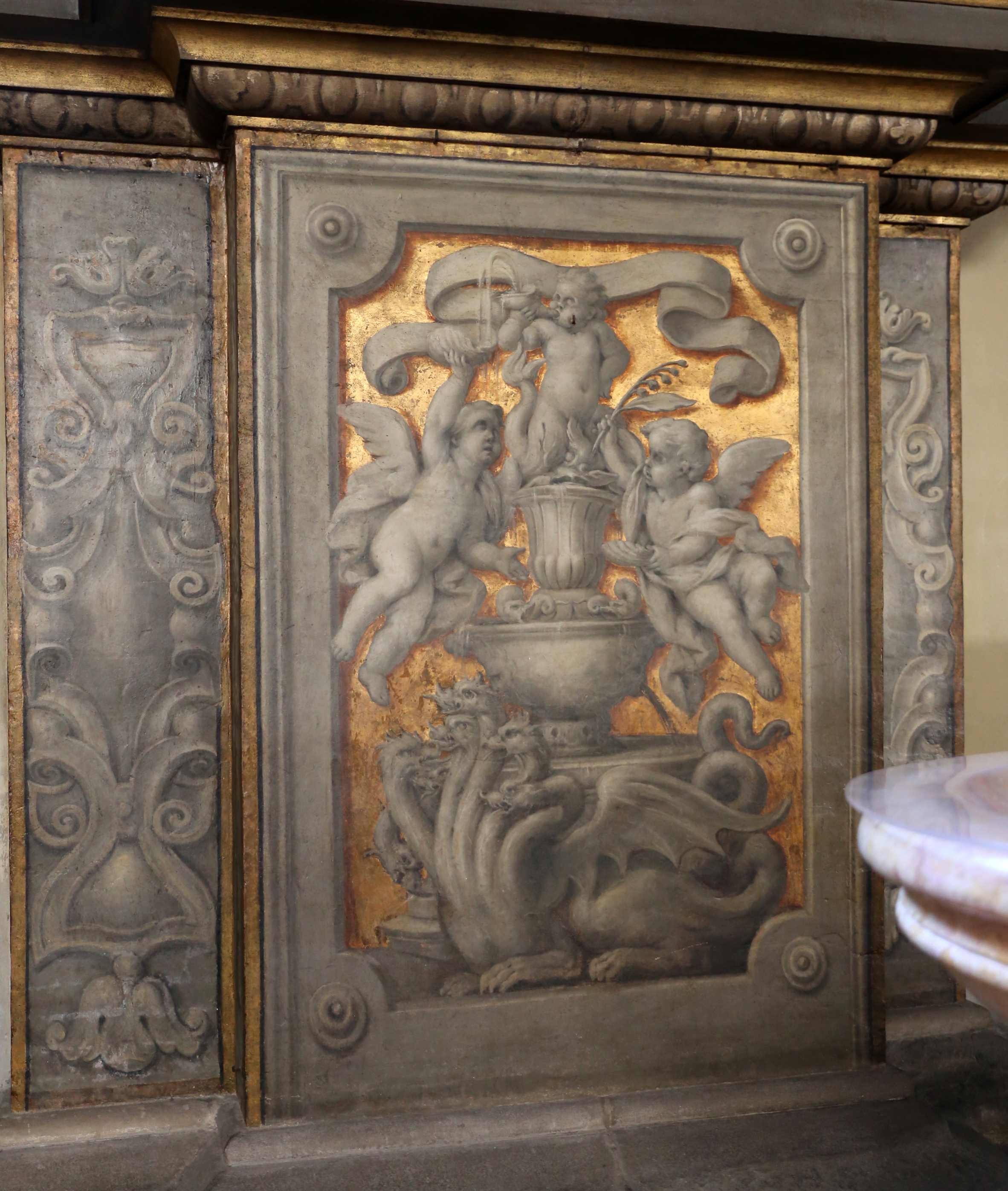
Gemälde in der Basilika Santa Maria della Steccata von Parma

## Leben
Seghizzi wurde um 1610 in Bologna als Sohn von Giovanni geboren, der Name der Mutter ist unbekannt. Seine Ausbildung erhielt er zunächst bei Francesco Albani und Lucio Massari. Später arbeitete er als Freskenmaler mit Francesco Brizio und mit Francesco Gessi zusammen. Als Helfer von Angelo Michele Colonna arbeitete er bei der Dekoration des Erzbischofspalast in Ravenna mit. Anlässlich der Festlichkeiten beim Einzug des Großherzogs der Toskana schloss er sich einem Team mit Girolamo Curti und Colonna in Parma an. Nach ihrer Rückkehr nach Bologna trennte sich die Gruppe, und Seghizzi arbeitete gemeinsam mit Agostino Mitelli in der Villa Grimaldi in Riolo, wo er einige Gemälde schuf sowie einige Räume für den Grafen Cornelio Malvasia, der der gleichen Familie wie der Bologneser Historiker Carlo Cesare Malvasia angehörte. Nach Ausbruch der Pest trennte er sich von seinem Freund und führte die Werkstatt alleine weiter.
Im Jahr 1641 entwarf er das öffentliche Teatro Formagliari in Bologna und führte die Unterteilung der Logen durch radiale Trennwände ein. Er gilt somit als der eigentliche Schöpfer des Theaters im „italienischen Stil“. 1651 arbeitete er zusammen mit Cornelio Malvasia als Architekt am Bau des Teatro Malvezzi in Bologna, das im März 1653 eingeweiht wurde.
In den 1650er Jahren war er in Genua, um für Francesco Maria Balbi in dessen Palast mit den besten zeitgenössischen Freskenmalern zu arbeiten. 1659 zog er nach Mantua weiter, wo er in Zusammenarbeit mit Gaspare Vigarani sowie weiteren Bologneser Malern an einem grandiosen Grabschmuck für die Beerdigung des Herzogs Francesco I. d’Este in San Agostino arbeitete. 
Im Januar 1666 arbeitete er zusammen mit Frans Geffels an Dekorationen und Gegenständen für das Begräbnis von Herzog Carlo II. Gonzaga, Herzog von Nevers, in der Basilika Palatina di Santa Barbara in Mantua. Später erhielt er vom Fürsten von Bozzolo den Auftrag, vier große Räume ein Oratorium zu malen. Von diesen Arbeiten ist die Quadratura im Gewölbe der Kirche San Francesco in Bozzolo, dem ehemaligen „Oratorium“ von Scipione Gonzaga, erhalten geblieben.
Auch seine Söhne Carlo, Innocenzo und Francesco waren Maler und arbeiteten mit ihrem Vater zusammen.